# Clermont (Landy)
Clermont – miejscowość i gmina we Francji, w regionie Nowa Akwitania, w departamencie Landy.
Według danych na rok 1990 gminę zamieszkiwały 594 osoby, a gęstość zaludnienia wynosiła 40 osób/km² (wśród 2290 gmin Akwitanii Clermont plasuje się na 649. miejscu pod względem liczby ludności, natomiast pod względem powierzchni na miejscu 765.).